# برانو
برانو (بالإيطالية: Perano)‏ هي بلدية في مقاطعة كييتي في إقليم أبروتسو الإيطالي.

## السكان
في سنة 1861 بلغ عدد السكان 1٬241 نسمة، وتطور العدد ليصل في سنة 2011 لـ 1٬664 نسمة.
يظهر هذا المخطط البياني تطور النمو السكاني لـ برانو